# 阿方索一世 (阿斯圖里亞斯)
阿方索一世（西班牙語：Alonso I，約693年—757年），被稱為天主教徒（西班牙語：el Católico），從739年到他去世的757年為阿斯圖里亞斯國王。他繼位自法維拉，並傳位給他的兒子弗魯埃拉一世。

## 生平
作為坎塔布里亞伯爵佩德羅的兒子，阿方索擁有許多的領土。他可能是巴斯克人的世襲領主，但是並未經證實。在科瓦東加戰役後，逆轉摩爾人征服的形勢，並建立阿斯圖里亞斯的佩拉約，其女兒埃爾梅辛達被認為是阿方索的結婚對象。他繼承佩拉約的兒子，他的內兄法維拉的王位，在法維拉的英年早逝之後。
佩拉約及法維拉在他們的一生當中是否真的有成為君主是有疑慮的，但阿方索可以確定是有。他開啟了一場一生都在進行的對抗摩爾人戰爭。740年征服加利西亞，754年征服雷昂，最遠到達拉里奧哈。然而邊疆區域的少量城市人口向他的更北方內陸領土遷離，造成邊疆區域成為基督徒與穆斯林國家之間無人居住的一道緩衝帶。
這個結果因此形成了所謂的杜羅沙漠，一個位於杜羅河與阿斯圖里亞斯山區之間的空盪區域。這正是阿方索的策略；他希望製造一個任何軍隊都認為太難以生存的地帶。除了軍事方面，這個政策影響了後來阿斯圖里亞斯的人口及文化，西班牙及葡萄牙有悠久的歷史。超過一百年後該區域才重新有人口居住（被稱為移民運動的事件）。
阿拉伯作家稱伊比利北部王國的諸國王為阿方索家族（阿方索的後裔），並開始承認他們為一個派生自阿方索一世的加利西亞王族家系。阿方索被認為是科瓦東加聖母聖壇的締造者，為了紀念他的岳父在科瓦東加戰役的勝利。